# انه‌ته
انه‌ته (انگلیسی: Añete؛ زادهٔ ۱ اکتبر ۱۹۸۵) بازیکن فوتبال اهل اسپانیا است.
از باشگاه‌هایی که در آن بازی کرده‌است می‌توان به باشگاه فوتبال لفسکی صوفیه و باشگاه فوتبال نفتچی باکو اشاره کرد.